# Hram Herkula Viktora
Hram Herkula Viktora (lat.: Herkula Pobjednika, tj. Herkula koji daje pobjedu) je rotonda tj. hram kružnoga tlocrta koji se nalazi na Forumu Boariumu u Rimu. 
Izvorno bio posvećen grčko-rimskom diviniziranom heroju Herkulu (grč. Heraklu), te je najstariji i jedan od najbolje sačuvanih hramova iz vremena Rimske Republike.
Po svojoj konstrukciji, riječ je o korintskom monopteru, tj. o hramu s kružnom kultnom prostorijom (celom), okruženom izvorno s dvadeset, a danas s devetnaest korintskih stupova. Kamena trabeacija hrama – arhitrav, friz i vijenac – nažalost nisu sačuvani i nije sigurno kako su točno izgledali.
Hram je podignut potkraj 2. st. pr. Kr., od strane trgovca koji se obogatio trgovinom uljem, pa ga je stoga dao sagraditi blizu trgovačke luke na Tiberu te ga je, kako je pokazao sačuvani natpis, posvetio bogu zaštitniku uljara (olearii) Herkulu. 
Hram je podignut od penteličkog mramora. Vjerojatno ga je projektirao grčki arhitekt Hermodor (Hermodoros) iz Salamine, koji je krajem 2. st. pr. Kr. radio u Rimu. Statuu Herkula Olivarija (Hercules Olivarius), izradio je kipar Skopas mlađi, također Grk.
Sadašnji izgled hrama plod je restauracije iz vremena cara Tiberija iz prve polovice 1. stoljeća, kada je devet stupova i jedanaest kapitela od penteličkog, zamijenjeno stupovima i kapitelima od kararskog mramora, koji se u rimsko vrijeme nazivao mramorom iz Lune.
Zbog sličnosti svoje kružne konstrukcije s Hramom Veste na rimskom Forumu, ovaj hram je često bio pogrešno nazivan Hram Veste.
U 12. stoljeću hram je posvećen u crkvu sv. Stjepana „od kola“, a 1475. godine je oslikan je freskom iznad glavnoga oltara. U 17. st. posveta crkve je promijenjena u sv. Mariju „od Sunca“.
Hram je privukao pozornost arhitekata renesanse, osobito Bramantea, koji je po uzoru na njega i Hram Veste u Tivoliju, projektirao glasoviti Tempietto.